# Masseeëlla putranjivae
Masseeëlla putranjivae är en svampart som beskrevs av T.S. Ramakr. 1957. Masseeëlla putranjivae ingår i släktet Masseeëlla, ordningen Pucciniales, klassen Pucciniomycetes, divisionen basidiesvampar och riket svampar.   Inga underarter finns listade i Catalogue of Life.